# Jezerce pri Šmartnem
Jezerce pri Šmartnem – wieś w Słowenii, w gminie miejskiej Celje. W 2018 roku liczyła 65 mieszkańców. 